# Amphoe Pong

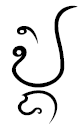
„Pong“ in Lanna-Schrift

Amphoe Pong (thailändisch อำเภอ ปง) ist ein Landkreis (Amphoe – Verwaltungs-Distrikt) im Osten der Provinz Phayao. Die Provinz Phayao liegt im nordöstlichen Teil der Nordregion von Thailand.

## Geographie
Amphoe Pong grenzt an die folgenden Bezirke (von Osten im Uhrzeigersinn): die Amphoe Song Khwae, Tha Wang Pha und Mueang Nan in der Provinz Nan sowie die Amphoe Chiang Muan, Dok Khamtai, Chun und Chiang Kham in der Provinz Phayao.

## Geschichte
Der Landkreise hieß ursprünglich Mueang Pong, er wurde 1917 aber in Ban Muang (บ้านม่วง) umbenannt. 
1939 wurde er zurück in Pong umbenannt, der Term Mueang wurde dabei weggelassen. 
1952 wurde der Distrikt der Provinz Chiang Rai zugeordnet, mit Ausnahme des Unterbezirks Sa-iap, der abgetrennt und dem Distrikt Song in Phrae untergeordnet wurde. 
Als 1977 die neue Provinz Phayao eingerichtet wurde, wurde Pong dieser zugeordnet. 

## Verwaltung

### Provinzverwaltung
Der Landkreis Pong ist in sieben Tambon („Unterbezirke“ oder „Gemeinden“) eingeteilt, die sich weiter in 88 Muban („Dörfer“) unterteilen.
| Nr. | Name          | Thai     | Muban | Einw.  |
| --- | ------------- | -------- | ----- | ------ |
| 01. | Pong          | ปง       | 16    | 08.180 |
| 02. | Khuan         | ควร      | 11    | 05.490 |
| 03. | Oi            | ออย      | 14    | 07.072 |
| 04. | Ngim          | งิม       | 19    | 11.953 |
| 05. | Pha Chang Noi | ผาช้างน้อย | 07    | 05.150 |
| 06. | Na Prang      | นาปรัง    | 09    | 05.772 |
| 07. | Khun Khuan    | ขุนควร    | 12    | 09.317 |

### Lokalverwaltung
Es gibt drei Kommunen mit „Kleinstadt“-Status (Thesaban Tambon) im Landkreis:
- Mae Yom (Thai: เทศบาลตำบลแม่ยม) bestehend aus Teilen des Tambon Pong.
- Ngim (Thai: เทศบาลตำบลงิม) bestehend aus Teilen des Tambon Ngim.
- Pong (Thai: เทศบาลตำบลปง) bestehend aus den Teilen der Tambon Pong, Na Prang.

Außerdem gibt es sechs „Tambon-Verwaltungsorganisationen“ (องค์การบริหารส่วนตำบล – Tambon Administrative Organizations, TAO)
- Khuan (Thai: องค์การบริหารส่วนตำบลควร) bestehend aus dem kompletten Tambon Khuan.
- Oi (Thai: องค์การบริหารส่วนตำบลออย) bestehend aus dem kompletten Tambon Oi.
- Ngim (Thai: องค์การบริหารส่วนตำบลงิม) bestehend aus Teilen des Tambon Ngim.
- Pha Chang Noi (Thai: องค์การบริหารส่วนตำบลผาช้างน้อย) bestehend aus dem kompletten Tambon Pha Chang Noi.
- Na Prang (Thai: องค์การบริหารส่วนตำบลนาปรัง) bestehend aus Teilen des Tambon Na Prang.
- Khun Khuan (Thai: องค์การบริหารส่วนตำบลขุนควร) bestehend aus dem kompletten Tambon Khun Khuan.